# Demonax simulatus
Demonax simulatus är en skalbaggsart som beskrevs av Dauber 2003. Demonax simulatus ingår i släktet Demonax och familjen långhorningar. Inga underarter finns listade i Catalogue of Life.